# Прогресивен адвентизъм
Прогресивните адвентисти са членове на Църквата на адвентистите от седмия ден, които имат разногласия с някои вярвания, които традиционно се поддържат от преобладаващите адвентисти и официалната църква. Те често се описват като либерални адвентисти от другите адвентисти, терминът „прогресивен“ е предпочитаното самоописание .
Прогресивните адвентисти не са съгласни с едно или повече основни учения на църквата като Съботата или „отличителни“ вярвания като Изследователния съд, верния остатък, бъдещ глобален неделен закон, или използването на писанията на Елън Г. Уайт. Те също са склонни да поставят под въпрос някои от 28-те основни вярвания: естеството на Троицата, вечността на закона на Бог, естеството на Христос, Дара на пророчеството, Креационизъм или спазването на съботата. 